# Chloraea gavilu
Chloraea gavilu is een orchidee die endemisch is in Chili. 